# 30004 Mikewilliams
30004 Mikewilliams è un asteroide della fascia principale. Scoperto nel 2000, presenta un'orbita caratterizzata da un semiasse maggiore pari a 2,3823778 UA e da un'eccentricità di 0,1693786, inclinata di 3,45432° rispetto all'eclittica.